# Clavija domingensis
Clavija domingensis är en viveväxtart som beskrevs av Ignatz Urban och Ekman. Clavija domingensis ingår i släktet Clavija och familjen viveväxter. Inga underarter finns listade i Catalogue of Life.